# 後柏原院本源氏物語
後柏原院本源氏物語（ごかしはらいんほんげんじものがたり）とは、源氏物語の写本のこと。後柏原院らの筆写による取り合わせ本であることからこの名称で呼ばれている。

## 概要
本写本は現在陽明文庫に所蔵されている。現在陽明文庫にはいくつかの源氏物語の写本が所蔵されており、単に「陽明文庫本（源氏物語）」と呼ぶときには本写本ではなく鎌倉時代に書写された別本の本文を多く含む54帖の揃い本のことをいう。花宴巻（伝後柏原院筆）の末尾に「定家自筆本と校合した」という旨の奥書がある。本文は青表紙本であるが、このころ主流であった三条西家本とは異なる点もあるとされる。
この写本は池田亀鑑の調査では「54帖の揃い本である」とされているが、現在は2帖欠けて52帖となっている。陽明文庫に残る記録によれば1946年（昭和21年）の展覧会に出品した際に匂宮と夢浮橋の2帖が欠けて52帖になってしまったとされているが、阿部秋生の調査によると本写本は確かに54帖中2帖が欠けた52帖が残る状態であるものの、欠けている巻は陽明文庫に残る記録と異なり早蕨と夢浮橋の2帖であるという。

## 書写者
本写本には「源氏物語筆写之目録」が附されている。それによれば後柏原院勅筆とされているのは花宴、花散里、蓬生、関屋、朝顔、匂宮、早蕨（欠本）、夢浮橋（欠本）などの9帖。その他の書写者として飛鳥井雅俊、飛鳥井雅康、逍遥院、青蓮院尊鎮、滋野井教国らの名前が挙げられており、いずれも1ないし2帖ずつ書写したとされている。

## 校本への採用
『校異源氏物語』及び『源氏物語大成校異編』には採用されていないが『源氏物語大成研究編』には簡単な解説がある。『新編日本古典文学全集版源氏物語』（小学館、1994年（平成6年）～1998年（平成10年））において、写本記号「柏」、「後柏原院本 陽明文庫所蔵伝後柏原院等等筆写本五十二帖」として校異が採用されている。